# Peripatus
Peripatus es un género de onicóforos, considerado un fósil viviente ya que existe desde hace 570 millones de años.[cita requerida]
Peripatus es un carnívoro nocturno. Caza a sus presas, la mayoría insectos, expulsando por sus mandíbulas un líquido pegajoso que se endurece al contacto con el aire. La presa, al llegarle el líquido, queda atrapada e inmovilizada. Una vez capturada, Peripatus le inyecta enzimas que la digieren, a través de unas mandíbulas que poseen su propio exoesqueleto. Cuando ya ha terminado de comer su presa, recicla el pegamento utilizado, comiéndoselo.
Da a luz crías vivas, que nacen de un color blanco y que son capaces de valerse por sí mismas desde el momento de nacer[cita requerida].
- Datos: Q2418292
- Multimedia: Peripatus / Q2418292
- Especies: Peripatus